# Законодательная ассамблея Санта-Катарины
Законодательная ассамблея Санта-Катарины — орган законодательной власти штата Санта-Карина. Здание ассамблеи находится в Palácio Barriga Verde ,Флорианополис, в нём заседает 40 депутатов, выборы проходят каждые четыре года.

## История
Законодательная ассамблея Санта-Карины была учреждена 12 августа 1834 года после замены генеральных советов на ассамблеи. Изначально в ней заседало 20 депутатов в 1881 году она была расширена до 22, а в 1955 до 40 депутатов. Первые выборы состоялись 9 ноября 1834 года.
В 1956 году здание ассамблеи в Дворце Конгресса, который располагался на площади Паулы Перейры полностью был уничтожен пожаром. После пожара парламент временно заседал в казармах военной полиции, пока 14 декабря 1970 года не было построено новое здание парламента Palácio Barriga Verde в Флорианополисе.